# 黄学军
黄学军（1970年—），广东兴宁人，汉族，中华人民共和国政治人物、第十一届全国人民代表大会广东地区代表。
毕业于北京大学法学专业，是中共党员。担任广东省佛山市南海区人民法院副院长。2008年起担任全国人大代表。